# Hypericum tetrapetalum
Hypericum tetrapetalum är en johannesörtsväxtart som beskrevs av Jean-Baptiste de Lamarck. Hypericum tetrapetalum ingår i släktet johannesörter, och familjen johannesörtsväxter. Inga underarter finns listade i Catalogue of Life.